# گمینا ربچویتسه
گمینا ربچویتسه (به لهستانی:  Gmina Rybczewice) یک گمینا در لهستان است که در شهرستان شویدنگک واقع شده‌است. گمینا ربچویتسه ۹۹٫۰۹ کیلومتر مربع مساحت و ۳٬۵۳۶ نفر جمعیت دارد.